# Британско-ирландская граница
Брита́нско-ирла́ндская грани́ца, иногда упоминаемая как ирла́ндская грани́ца, или грани́ца Респу́блики Ирла́ндии и Великобрита́нии (англ. Republic of Ireland–United Kingdom border, Irish border, British-Irish border; ирл. Teorainn talún na hÉireann leis an Ríocht Aontaithe) имеет протяжённость в 499 км, проходит от Лох-Фойла на севере Ирландии до Карлингфорд-Лоха на северо-востоке, отделяя Республику Ирландию от Северной Ирландии.
Маркировка границы практически незаметна, как и на многих межгосударственных границах в пределах Европейского союза. Пограничные государства входят в Единую миграционную зону, с 2021 года Северная Ирландия (в виде единственного исключения в Великобритании и лишь по некоторым направлениям), как и Республика Ирландия, участвует в Европейском едином рынке, поэтому граница по сути является открытой, и через неё разрешено свободное перемещение людей (с 1923 г.) и товаров (с 1993 г.). Граница пересекает около 270 дорог общего пользования. После выхода Великобритании из Европейского союза эта граница одновременно является и границей ЕС с внешними странами. Соглашение по Брекситу требует от Великобритании сохранять свою сторону границы в Ирландии открытой, чтобы граница (в отношении множества видов деятельности) де-факто проходила по Ирландскому морю между одноимёнными островами.

## Установление

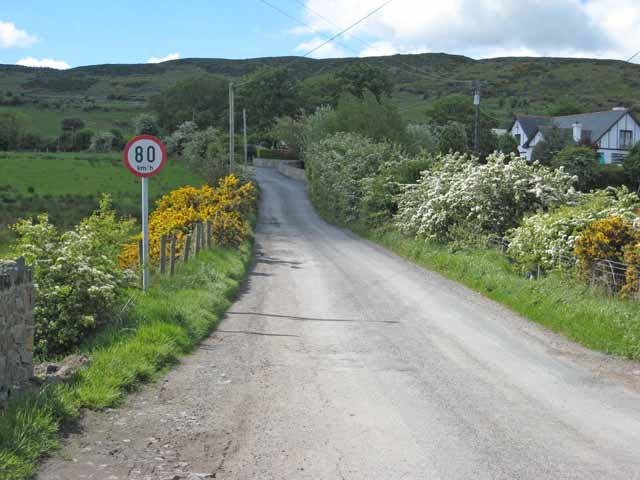
Граница в Киллине (вид со стороны Великобритании) демаркирована лишь дорожным знаком ограничения скорости в метрических единицах (км/ч)

Граница была учреждена в 1921 г. по Акту о правительстве Ирландии (1920) Парламента Великобритании и изначально предполагалась как внутренняя граница регионов Соединённого королевства Великобритании и Ирландии. Перед этим в Дублине был созван сепаратистский ирландский парламент, не признававший Акт о правительстве Ирландии и активно поддерживавший войну за независимость Ирландии. Этот Акт должен был создать в Ирландии гомруль с отдельными парламентами для Южной Ирландии (включавшей три из девяти графств Ольстера) и Северной Ирландии. Шесть из тридцати двух графств Ирландии были отнесены к Северной Ирландии, а остальные 26 графств Ирландии — к Южной.
Завершение войны за независимость Ирландии и последовавшее за ним подписание англо-ирландского договора привели к образованию 6 декабря 1922 г. Ирландского свободного государства — доминиона, который должен был занимать всю территорию острова Ирландии. На следующий день, 7 декабря 1922 г., после того как парламент Северной Ирландии использовал своё право на выход из состава Свободного государства, граница стала межгосударственной. Раздел 1921 года учредил границу лишь условно; в 1924—1925 гг. созывалась Пограничная комиссия для закрепления прохождения постоянной границы между двумя государствами «настолько согласно пожеланиям жителей, насколько это может быть совместимо с экономико-географическими условиями». Статья о Пограничной комиссии в англо-ирландском договоре была сформулирована откровенно двусмысленно. Среди политиков Южной Ирландии очень немногие обратили внимание на эту статью в ходе обсуждения договора. Республиканский активист Шон Макенти был «одинокой скрипкой», предупреждавшей о том, что комиссия сможет применить «изъятие из юрисдикции правительства Северной Ирландии тех людей и районов, которыми это правительство не сможет управлять, и, наоборот, передачу Северной Ирландии некоторых других — юнионистских — районов графств Монахан, Каван и Донегол и что в итоге мы не только собираемся разделить Ирландию этим договором, не только собираемся разделить Ольстер, но и собираемся разделить графства Ольстера».
Временная граница была официально оформлена в декабре 1925 г. межправительственным соглашением, ратифицированным тремя парламентами в Лондоне, Дублине и Белфасте без изменений демаркационных линий 1920 года. Затем 8 февраля 1926 г. соглашение о границе было предъявлено Лиге наций, что сделало его частью международного права. События опередили готовность отчёта Пограничной комиссии, который так и не был опубликован до 1969 г.
По конституции 1937 года Ирландское свободное государство было переименовано в Ирландию (англ. Ireland, ирл. Éire), а законом о Республике Ирландии (1948) было формально заявлено, что государство является республикой и официально именуется Республикой Ирландией, не меняя краткого названия Ирландия.

## Таможня и идентификация личности

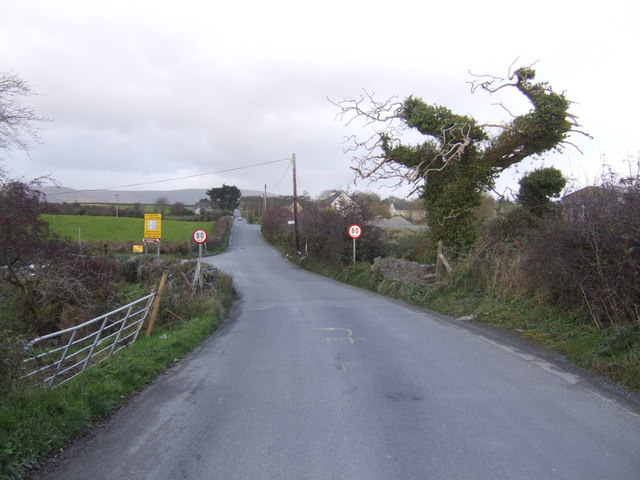
Граница на Ленаморском шоссе (графство Лондондерри, Северная Ирландия). Республика Ирландия начинается сразу от знаков ограничения скорости и в данном месте находится севернее Северной Ирландии.

Таможенный контроль был введён на границе 1 апреля 1923 г., вскоре после учреждения Ирландского свободного государства. С разной степенью строгости он поддерживался до 1 января 1993 г., когда систематические таможенные проверки были прекращены в странах — членах Европейского сообщества в рамках введения единого рынка. С тех пор вдоль обеих сторон границы более не существует ни одного действующего таможенного поста. За исключением короткого периода в ходе Второй мировой войны, ирландским и британским гражданам для перехода через границу никогда не требовалось оформлять паспорт. Однако в Тревожные годы 1970-х спецслужбы всё же регулярно просили путешественников предъявить документы.

### Военные КПП
В Тревожные годы в Северной Ирландии на основных местах пересечения границы находились британские военные КПП, а в остальных местах пересечения британские спецслужбы установили непреодолимые препятствия. Примерно к 2005 г. в соответствии с ходом исполнения Белфастского соглашения 1998 г. были окончательно ликвидированы последние из оставшихся препятствий.

### Слухи о предложениях по восстановлению контроля на границе
В октябре 2007 года стали известны детали плана британского правительства по отмене с 2009 года Единой миграционной зоны в пределах Великобритании и Ирландии (а также острова Мэн и Нормандских островов), который мог привести к необычному положению Северной Ирландии. В докладе Палате представителей ирландский премьер-министр Берти Ахерн заверил депутатов: «Британские власти не планируют никаких мер по введению контроля на сухопутной границе между Севером и Югом. Хочу это прояснить. Всё, на что они обращают внимание — это рост трансграничного сотрудничества с прицелом на нелегальных иммигрантов». Это заявление немедленно вызвало обеспокоенность к северу от границы. Джим Аллистер, бывший член Демократической юнионистской партии, а затем депутат Европейского парламента, рассказал Таймс, что «было бы непростительно и абсурдно, если бы гражданам Великобритании требовалось предъявлять паспорт для въезда в другую часть Великобритании».
В июле 2008 г. британское и ирландское правительства объявили о намерении восстановить контроль за общей границей и за Единой миграционной зоной в целом. Оба правительства предложили ввести обстоятельный паспортный контроль за путешественниками, прибывающими из соседнего государства по воздуху или по морю. Сухопутная же граница предлагалась к «облегчённому контролю». В совместном заявлении британский министр внутренних дел Джеки Смит и ирландский министр юстиции Дермот Ахерн отметили:
 Важно, чтобы обе наши страны тесно взаимодействовали для обеспечения как никогда хорошо защищённых границ. Наши правительства в полной мере признают особое положение Северной Ирландии. Наши правительства подтверждают, что не имеют никаких планов по введению постоянного контроля на какой-либо стороне ирландской сухопутной границы.

Таймс заявила, что осенью 2008 г. должен был быть опубликован ещё один консультационный документ по вопросу, должны ли путешественники между Северной Ирландией и остальной Великобританией подвергаться дополнительным проверкам.
Предполагается, что одно из предложений будет заключаться в расширении схемы электронных границ, что потребует от путешественников из Северной Ирландии заранее предоставлять свои персональные данные. Это будет означать, что к жителям одной части Великобритании будут относиться отлично от других путешествующих в пределах страны — то, против чего, вероятно, будут возражать юнионисты.

Однако в 2011 году правительства подтвердили актуальность фактически действующего соглашения.

### Межправительственное соглашение 2011 года
2011 год был отмечен первым публичным соглашением между правительствами Великобритании и Ирландии, касающимся сохранения Единой миграционной зоны. Оно было подписано в Дублине 20 декабря 2011 г. британским министром иммиграции Дэмианом Грином и ирландским министром юстиции Аланом Шэттером под официальным заглавием «Совместное заявление о сотрудничестве по мерам безопасности внешней границы Единой миграционной зоны».

### Перевозки
На границе открыты 268 (часто упоминается как «до 275») пограничных КПП. Ежемесячно её пересекает примерно 177 000 грузовиков, 208 000 фургонов и 1 850 000 легковых автомобилей. Ежедневно примерно 30 000 человек пересекают границу по делам.

## Тревожные годы
Тревожные годы в Северной Ирландии с начала 1970-х до конца 1990-х годов потребовали укрепления пограничного контроля. Многие мелкие трансграничные дороги были взрыты или блокированы Британской армией, чтобы сделать их непригодными для регулярного движения. Также для предотвращения доступа к запрещённым местам пересечения границы (официально называвшимся «неодобренными шоссе») разрушались мосты. В частности, пограничная зона на юге графства Армы контролировалась наблюдательными постами Британской армии. Лондондерри, второй по величине город Северной Ирландии, находится близко к границе с графством Донегол. Это означало, что вокруг города были ужесточены меры безопасности, зачастую препятствовавшие перевозкам и вообще движению между Лондондерри и графством Донегол. Несмотря на эти меры, граница была слишком протяжённой и пересекалась слишком большим числом мелких дорог, чтобы установить полный контроль за движением через неё. В любом случае, разрешённые КПП на границе оставались открыты для гражданских перевозок в обоих направлениях в любое время, хотя транспортные средства и их пассажиры и должны были пройти обстоятельный обыск, а некоторые КПП всё же закрывались для транспортных средств в ночное время, когда на таможенных постах не было работников.
Сложность патрулирования некоторых участков границы и сильные отличия в налогообложении и валюте (особенно в течение 1980-х гг.) привели к распространению контрабанды. Но более тесная европейская интеграция привела к примерно одинаковым налоговым ставкам по многим позициям и минимизировала ограничения трансграничной торговли. В XXI веке контрабанда здесь в основном ограничена топливом, домашним скотом и сезонной торговлей нелегальными фейерверками, так как данный товар строго регулируется в Ирландии. В обеих странах существуют ограничения на типы фейерверков, допустимых к использованию, а для владения и использования фейерверков требуется лицензия, но в Ирландии такие лицензии редко выдаются частным лицам.
Хотя де-юре граница по-прежнему существует, она не чинит никаких препятствий перевозкам в любом направлении. Это стало возможно во многом благодаря Единой миграционной зоне между Ирландией и Великобританией, а также нормализации в сфере безопасности вследствие Белфастского соглашения 1998 года. Также важную роль сыграла интеграция ЕС. В процессе мирного урегулирования в Северной Ирландии военный надзор был заменён регулярными патрулями ПСИ.

## Состояние после Брексита

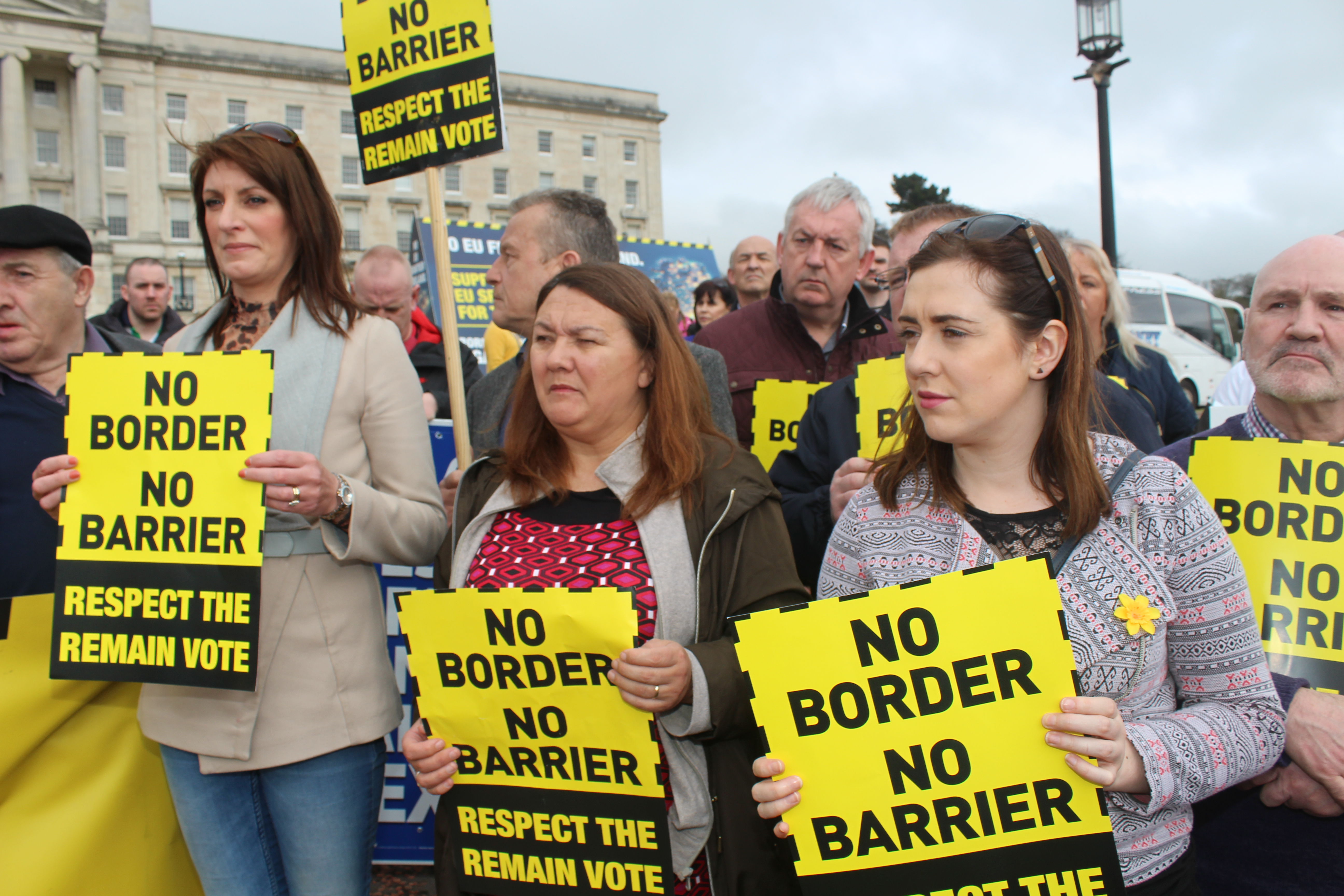
Протест Шинн Фейн против ужесточения на границе. Пограничный контроль после брексита является спорным вопросом.

На референдуме 23 июня 2016 г. Великобритания проголосовала за выход из Европейского союза. Её выход превратил британско-ирландскую границу во внешнюю границу ЕС. Правительства Ирландии, Великобритании и представители ЕС заявили, что они не стремятся к ужесточению на границе в Ирландии из-за высокой чувствительности данной границы.
Для предотвращения ужесточения, но вместе с тем и лазеек на Европейский единый рынок Великобритания предложила специальный протокол в рамках Соглашения о выходе, который допускает действие в Северной Ирландии ряда правил ЕС. Следующее британское правительство воспротивилось этому как фактическому созданию границы между Северной Ирландией и остальной Великобританией. В конце октября 2019 г. Великобритания и ЕС достигли Соглашения по брекситу, содержащего пересмотренный Североирландский протокол, по которому Великобритания обязывается сохранять границу в Ирландии открытой, чтобы (во многих отношениях) де-факто границей являлось Ирландское море.
Помимо иммиграции и торговли, в ходе обсуждений поднимался и ряд других вопросов трансграничного сотрудничества: например, здравоохранения.

## Особенности географии

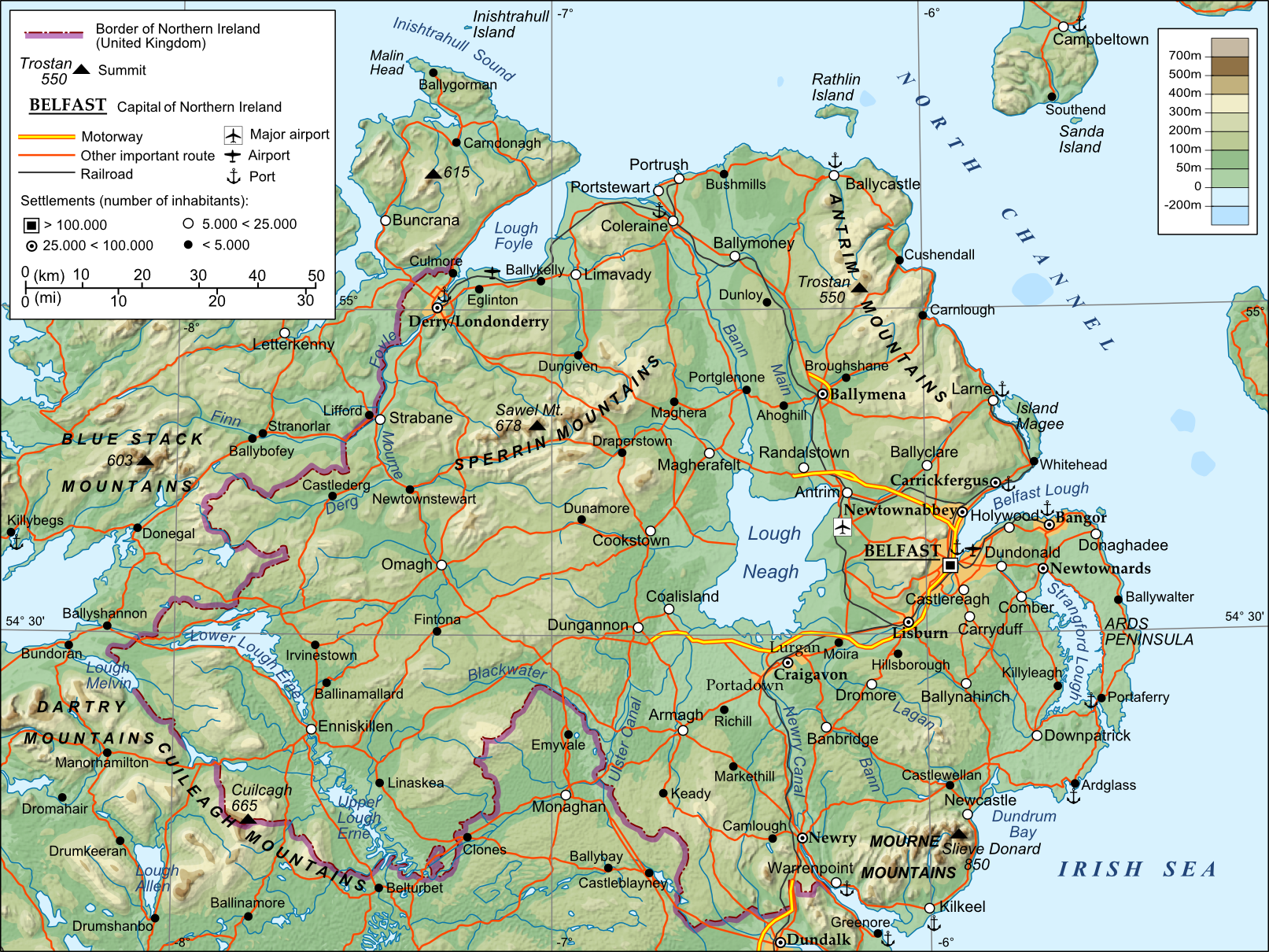
Карта Северной Ирландии и границы

Граница имеет очень неправильную форму. Её линия связана с устоявшимися границами графств.
499-километровая граница описана в законе не полностью, а лишь неявным образом отталкиваясь от территориального определения Северной Ирландии в Акте о правительстве Ирландии 1920 года. Согласно Акту «Северная Ирландия будет состоять из парламентских графств Антрима, Армы, Дауна, Ферманы, Дерри и Тирона и парламентских округов Белфаста и Лондондерри, Южная же Ирландия будет состоять из всех остальной Ирландии, не включённой в вышеобозначенные парламентские графства и округа». У границы есть несколько особенностей. Во-первых, она имеет неправильную форму: она в четыре раза протяжённее прямой линии, проведённой от Лох-Фойла до Карлингфорд-Лоха. Во-вторых, графство Донегол соединено с остальной Республикой Ирландией лишь сухопутным перешейком шириной 9 км, что приводит к тому, что поездки из Донегола в другие части Республики Ирландии иногда удобнее совершать через территорию Северной Ирландии. В-третьих, лишь два относительно коротких участка границы совпадают с провинциальными границами Ольстера: между Ферманой и Литримом и между Армой и Лаутом. В-четвёртых, граница обходит Тирон и с запада, и с юго-востока, а Ферману окружает сразу с трёх сторон.
Физическое пролегание границы является напоминанием о границах графств XVII века: она пролегает по множеству рек и лишь на нагорье между Каваном и Ферманой можно сказать, что граница представляет собой в некоторой степени препятствие передвижению. На ней имеется около 270 дорожных КПП, а некоторые шоссе пересекают границу неоднократно. До закрытия участка железной дороги между Клонсом и Каваном в 1957 г. он пересекал границу шесть раз за 13 км пути, причём изначально таможенные проверки совершались при каждом пересечении. Другие железные дороги, включая Большую северную железную дорогу, также пересекали границу по несколько раз.

## Пересечения с дорогами
Границу пересекает от 270 до 300 дорог, некоторые из которых пересекают её неоднократно. Некоторые дороги пересекают границу дважды или трижды, тогда как шоссе N54/A3 — четырежды за 10 км.
Крупнейшие и наиболее загруженные пересечения приходятся на национальные главные шоссе N в Республике Ирландии, соответствующие главным шоссе А в Северной Ирландии. В 2007 г. наиболее загруженными из них были магистраль N1/A1 (Дандолк/Ньюри), магистраль N13/A2 (Леттеркенни/Лондондерри) и шоссе N15/A38 (Лиффорд/Страбан).

## Морская граница
Договор 1988 года демаркирует границу исключительных экономических зон на континентальном шельфе от юга Ирландского моря.

### Воды вокруг Северной Ирландии
Точное разделение территориальных вод между Северной и Южной Ирландией (Южная совпадает с современным ирландским государством) с самого начала было предметом споров. Акт о правительстве Ирландии 1920 года не снял вопроса разграничения территориальных вод, хотя параграф 11(4) и предусматривал, что ни Южная, ни Северная Ирландия не будут иметь полномочий на издание законов в отношение «маяков, буев или бакенов (исключая те, которые в соответствии с любым другим актом Парламента Великобритании были построены или содержатся местными портовыми властями)».
Когда территория, которая изначально именовалась Южной Ирландией, стала отдельным самоуправляющимся доминионом вне состава Великобритании — Ирландским свободным государством, статус территориальных вод, естественно, приобрёл небывалое до этого значение. Юнионисты Северной Ирландии были обеспокоены этим вопросом с самого начала существования границы. Они хотели объявить территориальные воды вокруг Северной Ирландии бесспорно не принадлежащими Ирландскому свободному государству. В этой связи премьер-министр Северной Ирландии Джеймс Крейг поставил данный вопрос перед британской Палатой общин 27 ноября 1922 г. (за месяц до создания Ирландского свободного государства):
Ещё одним важным вопросом, о котором я хотел бы получить комментарий относительно намерений правительства, являются территориальные воды, окружающие Ольстер. По Акту 1920 года зоны, переданные правительствам Северной и Южной Ирландии, определялись, соответственно, как шесть парламентских графств Северной Ирландии и двадцать шесть парламентских графств Южной Ирландии. Я вижу, что есть значительные сомнения в умах законоведов и других в том, заключают ли в себе эти парламентские графства рядовые территориальные воды, простирающиеся на три мили от берега. В некоторых кругах заверяют, что парламентские графства простираются лишь до отметки отлива. Этот вопрос стал занимать умы довольно многих в Ольстере, и я вынужден справиться у Правительства, сообщит ли оно Палате в рамках надлежащей правовой процедуры, каково его мнение по этому вопросу и какие шаги оно предпринимает для его прояснения. …Должен ли я понимать, что высшие судебные должностные лица уже имеют решение по данному вопросу и что они уже приняли решение в пользу теории, что шесть графств, включённых в Северную Ирландию, имеют в своём составе и территориальные воды?
Генеральный атторней сэр Дуглас Хогг в ответ заявил: «Я рассматривал данный вопрос и пришёл к выводу, что так и есть [т. е. территориальные воды входят в состав графств]».
Однако данная интерпретация, что территориальные воды включены в состав графств, была впоследствии оспорена ирландскими правительствами. Квинтэссенцией позиции Ирландии является высказывание премьер-министра Джека Линча в ходе выступления в Палате представителей 29 февраля 1972 г.:
[М]ы провозглашаем, что территориальные воды вокруг всего острова Ирландии принадлежат нам, и наша претензия на территориальные воды вокруг Северной Ирландии основана на Акте о правительстве Ирландии 1920 года. На этот Акт ссылается Договор 1921 года, где сказано, что Северная Ирландия, которая вышла из состава Ирландского свободного государства, идентична Северной Ирландии, определённой в Акте о правительстве Ирландии 1920 года, то есть состоящей из названных графств и округов. Это, я считаю, обычное дело между нами, что в английском праве графства не включают в себя прилегающие к ним территориальные воды и, следовательно, согласно нашей претензии, эти территориальные воды остались в составе Ирландского свободного государства.
Между правительством Ирландского свободного государства с одной стороны и правительствами Северной Ирландии и Великобритании — с другой уже возникал конкретный спор о территориальных водах в Лох-Фойле. Лох-Фойл находится между графством Лондондерри в Северной Ирландии и графством Донегол в тогдашнем Ирландском свободном государстве. Судебное дело в Свободном государстве в 1923 г. касалось прав на ловлю рыбы в Лох-Фойле и завершилось решением, что территориальные воды Свободного государства пролегают вплоть до линии берега графства Лондондерри. В 1927 г. нелегальное с точки зрения Великобритании рыболовство в Лох-Фойле приобрело настолько большой масштаб, что премьер-министр Северной Ирландии Джеймс Крейг вступил в переписку со своим коллегой из Свободного государства У. Т. Косгрейвом. Крейг напоминал Косгрейву, что он предложил принять закон, дающий Королевской полиции Ольстера полномочия по аресту и преследованию судов в Лох-Фойле. Косгрейв утверждал, что весь Лох-Фойл являлся территорией Свободного государства и что подобный закон как таковой будет отменён Свободным государством, а его принятие «усугубит ситуацию». Тогда же Косгрейв поднял данный вопрос, встречаясь с британским правительством. Претензии Благородного Ирландского общества, что его права на ловлю рыбы в Лох-Фойле были нарушены браконьерами с донегольской стороны привели к созданию в 1952 г. Комиссии рыбных ловль Лох-Фойла под совместным управлением дублинского и белфастского правительств. Эта Комиссия решала проблемы юрисдикции, не обращаясь к вопросу принадлежности. Комиссия была заменена Комиссией сигнальных огней Лох-Фойла, Карлингфорд-Лоха и Ирландии, учреждённой после Белфастского соглашения по заданию Министерского совета Север-Юг.
Пока оба государства оставались членами ЕС (и, следовательно, применяли Единую политику рыболовства), территориальные воды фактически не оспаривались ни одним из них. Их исключительные экономические зоны (ИЭЗ) начинаются там, где заканчиваются их территориальные воды, и их граница была согласована в 2014 г., но точная морская граница между Ирландией и Великобританией в части Лох-Фойла (и аналогично Карлингфорд-Лоха) не существует, т. к. оспаривается обеими сторонами. В 2005 г. на просьбу перечислить районы стран — членов ЕС, где определение границы затруднено, министр британского правительства, отвечающий за иностранные дела и дела Содружества, заявил:
Определение границы (т. е. демаркация границ между двумя международно признанными суверенными государствами с прилегающими территориальными или морскими границами) политически оспаривается [между] Ирландией [и] Великобританией (Лох-Фойл, Карлингфорд-Лох — без изменений)…
В ходе обсуждения Палатой представителей закона о рыбных ловлях Карлингфорд-Лоха один из участников заявил, что он одобряет «цель закона — определить зону юрисдикции на Лох-Фойле». Однако в ирландском Законе о рыбных ловлях Лох-Фойла и Карлингфорд-Лоха 2007 года, как и в примерно идентичном ему британском Приказе о рыбных ловлях в Лох-Фойле и Карлингфорд-Лохе 2007 года не упоминается данная проблема: в них едва упоминаются «комиссионные воды».
Британское Министерство иностранных дел и по делам Содружества подчеркнуло свою точку зрения в 2009 г.:
Позиция Великобритании заключается в том, что весь Лох-Фойл принадлежит Великобритании. Мы признаём, что правительство Ирландии не принимает нашу позицию […] Регулирование деятельности в Лох-Фойле является сейчас ответственностью Агентства Лох-Фойла, трансграничного учреждения, созданного по Белфастскому соглашению 1998 г.
Ответное заявление Конора Ленихана, тогдашнего министра ирландского правительства:
Никакого формального соглашения между Ирландией и Великобританией по делимитации границы в территориальных водах между государствами никогда не заключалось. В контексте Белфастского соглашения было принято решение сотрудничать на береговой полосе, затопляемой приливом, и по другим вопросам, возникающим в ходе управления заливом.

## Опознавательные знаки

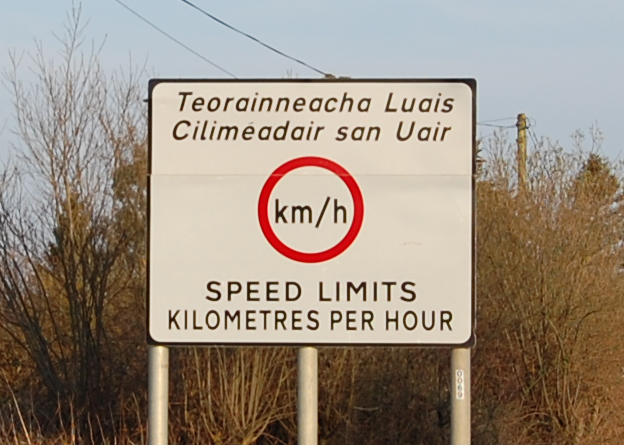
Двуязычный дорожный знак в графстве Лаут Республики Ирландии предупреждает водителей, направляющихся на юг через границу, что в Республике Ирландия используются метрические знаки ограничения скорости, т. к. в Великобритании на знаках используются имперские единицы.

Крупных и мелких пересечений 499-километровой границы по оценкам насчитывается около 300. Граница демаркирована лишь небольшим числом дорожных знаков «Добро пожаловать в Северную Ирландию» на британской стороне, размещённых Дорожной службой Северной Ирландии. Это усложняет процесс идентификации границы для тех, кто незнаком с ориентирами, известными местным жителям как точки пересечения. На некоторых пересечениях установлены знаки, приветствующие посетителей в соответствующем округе местной власти или иногда напоминающие водителям о необходимости обеспечить действительность их страхового полиса в данной юрисдикции.
В целом указатели в Ирландии с расстояниями до места назначения являются двуязычными (на гэльском и английском) и километровыми, тогда как указатели в Северной Ирландии используют лишь английский язык и расстояния в милях. На крупных шоссе примерное прохождение границы можно определить по знакам, напоминающих водителю об изменении единиц измерения скорости. В Северной Ирландии знаки с названиями населённого пункта и улицы/шоссе обычно (но не всегда) выполняются лишь на английском языке, а знаки с названиями улиц/шоссе более стандартизированы и используются в большом количестве.
Также имеются другие непосредственные индикаторы пересечения границы: различия в дизайне дорожных знаков и указателей шоссе. Обочина на обычных дорогах в Ирландии маркируется жёлтой, обычно прерывистой полосой. Та же маркировка в Северной Ирландии производится белой, обычно сплошной полосой. В Северной Ирландии для шоссе применяются префиксы А (для крупных) и В (для мелких), в Ирландии же префиксы для шоссе — это М (для автомагистралей), N (для крупных, национальных) и R (для мелких, районных). Дорожные знаки как в Ирландии, так и в Северной Ирландии — это в основном чёрные, белые или красные треугольники или круги (как и в остальном Европейском союзе). Знаки имеют незначительные отличия в цветах и шрифтах. Единственным заметным отличием являются знаки, предупреждающие об аварии: в Республике они имеют форму ромбов жёлтого цвета.
С момента введения в Ирландии метрических знаков ограничения скорости на обеих сторонах границы были установлены предупреждающие знаки для водителей об изменении единиц с миль в час на километры в час и наоборот. Пересечение границы также можно определить по изменению валюты цен, указанных на плакатах АЗС и магазинов с евро на фунты и наоборот, хотя многие точки вдоль границы неофициально принимают обе валюты (но всегда по курсу, выгодному для продавца и покупателя). Другими типичными и заметными признаками пересечения европейской границы являются небольшие различия в материалах дорожного покрытия и тротуаров, иногда в их цветах, в освещении дорог (хотя это может отличаться и между различными графствами) и в расцветке почтовых ящиков (зелёные в Ирландии, красные в Северной Ирландии).
Вдоль железной дороги нет никаких прямых указаний о пересечении границы, но указатели расстояний на обочине путей изменяются: после 96-километрового знака (от вокзала Дублин-Коннолли) между Дандолком и Ньюри установлен уже 60-мильный чёрно-жёлтый знак, обычный для Великобритании.

## Оплата за роуминг сотовых телефонов
Как и во многих местах, радиосигналы сотовых сетей по обеим сторонам от границы распространяются и на несколько километров вглубь пограничного государства. Это стало источником беспокойства для жителей пограничных зон, когда большинством провайдеров с них списывалась плата за роуминг, если телефон соединялся с «иностранной» сетью при совершении или даже приёме звонков. Плата за роуминг при звонках внутри сети были отменены в Европейском союзе с 15 июня 2017 г.

## Культурные отсылки
Пуккун — комикс Спайка Миллигана, впервые опубликованный в 1963 г. Его действие происходит в 1924 г. и описывает проблемы вымышленной ирландской деревни Пуккун при разделе Ирландии, когда новая граница прошла непосредственно по деревне. Позднее комикс был экранизирован в 2002 г.
В 1980-х гг. Колм Тойбин прошёл вдоль всей границы и позднее издал путеводитель под заглавием «Плохая кровь: Прогулка вдоль ирландской границы».
После голосования по брекситу в 2016 году Би-би-си выпустила псевдодокументальный фильм «Слабый пограничник» о вымышленном пограничном патруле времён после брексита. В 2018 г. анонимный твиттер-аккаунт BorderIrish получил известность, публикуя сообщения от имени одушевлённой ирландской границы, размышляющей о проблемах, с которыми она столкнётся после брексита.

## Пограничные населённые пункты
Следующие города, посёлки и деревни находятся на границе или недалеко от неё (перечислены от Лох-Фойла до Карлингфорд-Лоха):
- Мафф (п-ов Инишоуэн, графство Донегол)
- Калмор (графство Лондондерри)
- Лондондерри (графство Лондондерри)
- Бридженд (Ирландия)
- Киллей (Донегол)
- Ньютаунканнингем (графство Донегол)
- Карриганс
- Сент-Джонстон (графство Донегол)
- Лиффорд (графство Донегол, соединён со Страбаном Лиффордским мостом)
- Страбан (графство Тирон, соединён с Лиффордом Лиффордским мостом)
- Клейди
- Каслфин (графство Донегол)
- Каслдерг (графство Тирон)
- Киллетер (графство Тирон)
- Петтиго (графство Донегол) и Туллихоммон (графство Фермана) разделены рекой
- Баллишаннон (графство Донегол)
- Бандоран (графство Донегол)
- Беллик (часть Беллика фактически находится в графстве Донеголе, так как граница пересекает посёлок, но всё же значительная его часть остаётся на стороне «северян»)[54]
- Килтиклохер (графство Литрим)
- Блэклайон (графство Каван) и Белку (графство Фермана) соединены мостом
- Суонлинбар (графство Каван)
- Балликоннелл (графство Каван)
- Скотсхаус (графство Монахан)
- Ньютаунбатлер (графство Фермана)
- Клонс
- Охнаклой
- Глэслох (графство Монахан)
- Кэлидин
- Мидлтаун (Арма)
- Каллавилл (графство Арма)
- Форкхилл (графство Арма)
- Дандолк (графство Лаут)
- Джонсборо (Арма)
- Ньюри (графство Арма — графство Даун)
- Мих (Арма)
- Уорренпойнт (графство Даун)
- Омит (графство Лаут)
- Фохарт (графство Лаут — Южная Арма)